# ONE (JASMINEの曲)
ONE（わん）は日本のR&BシンガーソングライターJASMINEの楽曲である。彼女の6枚目のシングルとして2011年2月2日にソニー・ミュージックアソシエイテッドレコーズから発売された。JASMINEが作詞し、スターゲイトが作曲・プロデュースを担当している。

## 背景
本作はソニーウォークマンPlay You.の企画「キミの知らない音project」で制作された。同企画は、歌手が「いい音」を求めて活動し、そこで得られたインスピレーションから楽曲を制作する。まず、2010年11月4日に"メッセンジャー"として選ばれたYUI、清水翔太と共に渋谷3面ビジョンに登場し、歌唱。その後、楽曲制作の様子が企画の公式サイトで公開された。そして、同年12月12日、恵比寿ガーデンルームで行われた「Live in the Dark」で完成した曲を初めて披露した。
本作は2010年11月頃にニューヨーク市で制作された。過去にニーヨ、リアーナ、ビヨンセなどを手がけたスターゲイトがプロデュースしている。彼らによるプロデュースはJASMINEが過去にニーヨの日本公演のオープニングアクトを務めた事で実現した。彼女は最初に曲を聴いた時に、ある少女の目線になっている画を見たと語っている。それは、その子が渋谷スクランブル交差点など人の多い場所にいるのに刺激がない為、そこから抜け出して夜中のショーウィンドウに自分を映して自分を解き放って踊っているという内容だった。その子が何を考えて踊っているのか、何の為にそんな事をしているのかと考えた。その子は自分になれない空間が嫌で「私はこうやって踊りたいんだ」という意志があり、その子の「強さ」が曲になって、聴いた人に乗り移られたら良いという思いが込められている。JASMINE自身はこの曲を「ファイトミュージック」であると述べている。
題名に込めた思いについて、音楽サイト『bmr.jp』とのインタビューで、以下の様に述べている。
| 「 | 「“ONE”っていうのはそもそも私が思うに……あくまで私の考えなんですけど。人間ひとりひとりに全然ちがう鉄の棒がそれぞれ、身体の中に入ってて。それは人によって色も違ければ形も違くて。それが“ONE”だって思うんです。生まれたときから全員が持ってるもの。みんな持ってるものだから、それを理由に落ち込んだり、自殺したり、そんなことをする必要はない。それこそが武器であって、隠す必要もなければ、けなす必要もないし……。」 | 」 |

## 批評
『WHAT's IN?』の大野貴史は、「感情むき出しのボーカルで“何かを残したい”“ここで生きるから” と強い意志を表明する」と批評した。『リッスンジャパン』の森杜男は、「彼女の代表曲の1つになること必至」と評価し、「そのファンタスティックに光り輝く彼女の歌声に酔い痴れて欲しい。まさしく、唯一無二（ONE）の存在感だ。」とコメントした。

## チャート成績
2011年1月31日付けのビルボードAdult Contemporary Airplayで初登場62位。同年2月7日付けのビルボードJapan Hot 100で初登場99位、2月14日付けで38位に上昇。2月14日付けのオリコン週間チャートで初登場32位。2月8日付けの日本レコード協会によるダウンロードチャートRIAJ有料音楽配信チャートで初登場27位。

## ミュージックビデオ
監督はタナカノリユキが務めた。

## 宣伝
JASMINEがパーソナリティを務めるJ-WAVEのラジオ番組『MUSIC WONDERLAND』の2010年12月16日放送回でラジオ初オンエアとなった。2011年1月29日放送回の音楽番組『COUNT DOWN TV』の新曲紹介コーナーにおいて紹介される。

## 収録曲
| #         | タイトル                                                | 作詞                                  | 作曲                      | 時間  |
| --------- | ------------------------------------------------------- | ------------------------------------- | ------------------------- | ----- |
| 1.        | 「ONE」                                                 | JASMINE                               | スターゲイト              | 3:22  |
| 2.        | 「dear my friend」(MIGHTY CROWN ERMIX)                  | JASMINE、Jeff Miyahara                | JASMINE、Miyahara         | 4:42  |
| 3.        | 「ONE」(acoustic 2010/12/12 Live in the Dark ver.)      | JASMINE                               | スターゲイト              | 3:21  |
| 4.        | 「DREAMIN'」(acoustic 2010/12/12 Live in the Dark ver.) | JASMINE、Miyahara、ジェレミー・ソウル | JASMINE、Miyahara、ソウル | 4:25  |
| 5.        | 「ONE」(instrumental)                                   | JASMINE                               | スターゲイト              | 3:21  |
| 合計時間: | 合計時間:                                               | 合計時間:                             | 合計時間:                 | 19:11 |

## チャート
| チャート（2011年）                         | 最高 順位 |
| ------------------------------------------ | --------- |
| Billboard JAPAN Adult Contemporary Airplay | 62        |
| Billboard Japan Hot 100                    | 38        |
| Billboard JAPAN Hot Top Airplay            | 35        |
| RIAJ有料音楽配信チャート                   | 27        |
| オリコン週間                               | 32        |

### 売上
| チャート            | 売上  |
| ------------------- | ----- |
| オリコン フィジカル | 2,430 |

## 発売日一覧
| 地域 | 発売日         | 規格                 |
| ---- | -------------- | -------------------- |
| 日本 | 2010年12月15日 | 着信音               |
| 日本 | 2010年12月26日 | ラジオ               |
| 日本 | 2011年2月2日   | CD                   |
| 日本 | 2011年2月2日   | 携帯端末向けフル配信 |